# Picrasma chinensis
Picrasma chinensis là một loài thực vật có hoa trong họ Thanh thất. Loài này được P.Y. Chen miêu tả khoa học đầu tiên năm 1983.